# Iris Adami Corradetti

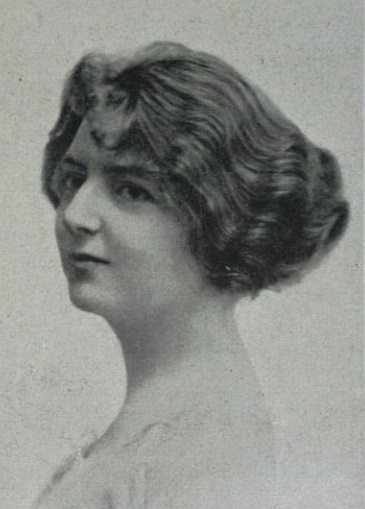
Iris Adami Corradetti en 1920

Iris Adami Corradetti (Milán, 14 de marzo de 1903- Padua, 26 de junio de 1998) soprano italiana hija del barítono Ferrucio Corradetti y la soprano Bice Adami.
Impulsada por Arturo Toscanini, debutó en La Scala en 1927 en Sly de Ermanno Wolf-Ferrari. Favorita en el repertorio del verismo creó más de 35 roles en estrenos mundiales.
Fue una famosa estilista e intérprete de Francesca da Rímini de Zandonai y de Madama Butterfly de Puccini.
Se retiró tempranamente en 1946 al contraer nupcias. Realizó grabaciones en 1954 y 1957.
Se dedicó a la enseñanza en Salzburgo y Venecia, llevando un concurso de canto internacional su nombre. Entre sus discípulas Katia Ricciarelli, Vladimiro Ganzarolli,
Poco antes de morir fue entrevistada para el film Opera Fanatic.